# François de La Rochefoucauld (Kardinal)

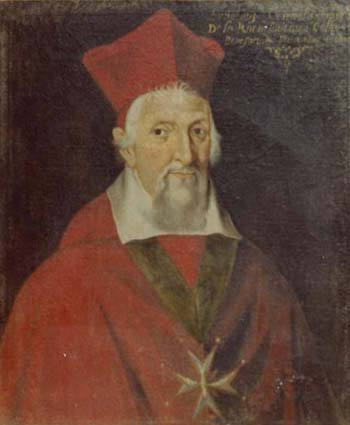
François Kardinal de La Rochefoucauld

Kardinalswappen

François de La Rochefoucauld (* 8. Dezember 1558 in Paris; † 14. Februar 1645 ebenda) war ein französischer Prälat. Er war Kommendatarabt von Saint-Philibert in Tournus und Saint-Mesmin de Micy, Bischof von Clermont und Bischof von Senlis, Großalmosenier von Frankreich sowie seit 1607 Kardinal. Er war einer der Förderer der vom Konzil von Trient angestoßenen Reformen in der katholischen Kirche Frankreichs.

## Leben

### Jugend und Ausbildung

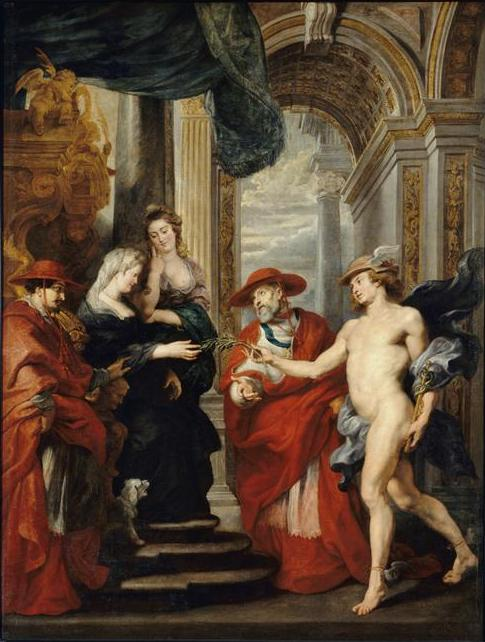
Peter Paul Rubens, Le Traité d’Angoulême le 30 avril 1619, oder: La réconciliation de Marie de Médicis avec son fils, 1621/1625, Öl auf Leinwand, Louvre; am linken Bildrand: La Rochefoucauld

François war der Sohn von Charles de La Rochefoucauld, Graf von Randan, und Fulvia Pico della Mirandola. Er verlor seinen Vater im Alter von vier Jahren bei der Belagerung von Rouen 1562 und wurde daraufhin seinem Onkel Jean de La Rochefoucauld anvertraut, dem Abt von Marmoutier. Seine Ausbildung absolvierte er bei den Jesuiten am Collège de Clermont (dem heutigen Lycée Louis-le-Grand) in den Fächern Philosophie und Theologie.
1575 – er war 17 Jahre alt – machte ihn der Cardinal de Lorraine zum Kommendatarabt von Saint-Philibert in Tournus. 1584 folgte er seinem Onkel als „Maître de la Chapelle“ des Königs. Von einer anschließenden Reise nach Italien kehrte er mit einer reichen Sammlung griechischer und lateinischer Kunstwerke zurück. König Heinrich III. ernannte ihn 1585 zum Bischof von Clermont, er empfing am 27. September desselben Jahres die Priesterweihe. Am 6. Oktober 1585 spendete ihm Girolamo Ragazzoni, Bischof von Bergamo und Nuntius in Frankreich, die Bischofsweihe; Mitkonsekratoren waren Nicolas Fumeé, Bischof von Beauvais, und Antoine de Couppe, Bischof von Sisteron.

### Berater Heinrichs IV.
Während der Kämpfe um die Nachfolge hielt er sich abseits, anerkannte andererseits den König Heinrich IV. erst, als dieser am 25. Juli 1593 zum Katholizismus konvertierte. Trotz dieses Zögerns ernannte Heinrich ihn zum Kommandeur im Orden vom Heiligen Geist und gab ihm 1598 die Abtei Saint-Mesmin. Als Befürworter der Reformen, die vom Konzil von Trient (1542–1545) auch im französischen Klerus angeregt worden waren, erlangte er im Episkopat des Landes großen Einfluss. Heinrich IV., der ihn zudem als Vorbild für die Kleriker sah, bat Papst Paul V., La Rochefoucauld zum Kardinal zu erheben. Der Papst kam dem Wunsch am 10. September 1607 nach. Am 15. März 1610 machte Heinrich IV. ihn zum Bischof von Senlis und ernannte ihn aber auch zu seinem Botschafter beim Heiligen Stuhl. Als Kardinalpriester wurde ihm im gleichen Jahr die Titelkirche San Callisto zugewiesen. Darüber hinaus wurde er zum Vize-Doyen des Kardinalskollegiums ernannt. Nach drei Jahren in Rom kehrte er 1613 nach Frankreich zurück.

### Unter Ludwig XIII.
Am 2. Oktober 1614 nahm er an jenem Lit de justice teil, das die Volljährigkeit des Königs Ludwig XIII. erklärte. Bei den Generalständen von 1614/15 erreichte er, dass die Generalversammlung der Kleriker die Beschlüsse des Konzils von Trient übernahm – mit einigen Ausnahmen, die Freiheiten der Gallikanischen Kirche betrafen, als deren Vertreter La Rochefoucauld sich bereits in seiner Zeit in Rom gesehen hatte. 1618, nach dem Tod des Kardinals Jacques-Davy Duperron, wurde er dessen Nachfolger als Großalmosenier des Königs.
Im Frühjahr 1619 nahm er mit Philippe de Béthune und Pierre de Bérulle an den Verhandlungen teil, die dazu führten, dass Ludwig XIII. und seine Mutter, die nach Angoulême zum Herzog von Épernon geflohene Maria de’ Medici, miteinander ausgesöhnt wurden (30. April 1619). Nach dem Tod von Benjamin de Brichanteau, Bischof von Laon, im Herbst 1619 wurde er Kommendatarabt der Abtei Sainte-Geneviève.
Am 8. April 1622 beauftragte ihn Gregor XV. durch eine Päpstliche Bulle mit der Überwachung der Klosterreform in Frankreich, die in der Gründung der Congrégation de France mündete. Er machte die Abtei Sainte-Geneviève zum Zentrum der Kongregation, die sein Werkzeug zur Umsetzung der Tridentinischen Beschlüsse in den französischen Klöstern wurde.
Als Abt von Sainte-Geneviève trat er zurück, um den Mönchen die Möglichkeit zu geben, ihren Klostervorsteher selbst zu wählen. Am 19. September 1622 trat er als Bischof von Senlis zurück und 1624 als Präsident des Staatsrats, der er seit 1622 war, um sich ganz der Klosterreform zu widmen.

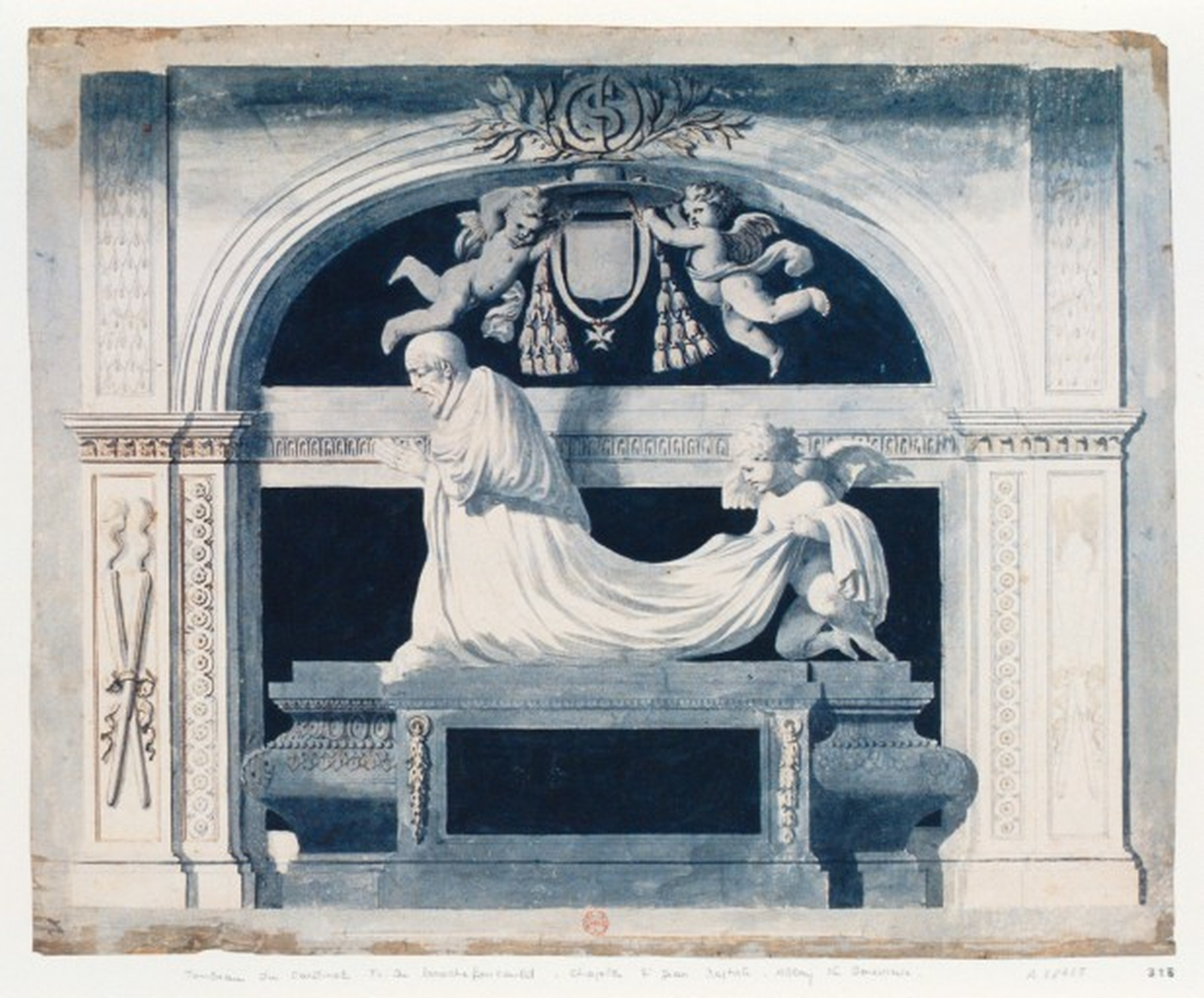
Das Grab von Kardinal François de La Rochefoucauld in der Abtei von Sainte-Geneviève in Paris.

François de La Rochefoucauld starb am 14. Februar 1645 im Alter von 86 Jahren in der Abtei Sainte-Geneviève, wo er auch beigesetzt wurde. Der Maler Claude Vignon schuf noch 1645 eine Serie von 30 Bildern für die Beerdigungszeremonie des Kardinals.

## Werke
- De l'authorité de l'Église, en ce qui concerne la foi et la religion. Pillehotte, Lyon 1597.
- De l'estat ecclésiastique. Pillehotte, Lyon 1597.
- De la perfection de la hiérarchie ecclésiastique et quelle doit estre la vie, doctrine et soins nécessaires aux pasteurs de l'Église. Hénault, Paris 1628.